# Zornia tenuifolia
Zornia tenuifolia är en ärtväxtart som beskrevs av Stefano Moricand. Zornia tenuifolia ingår i släktet Zornia och familjen ärtväxter. Inga underarter finns listade i Catalogue of Life.